# Rio Piranhas (vattendrag i Brasilien, Tocantins, lat -8,65, long -49,46)
Rio Piranhas är ett vattendrag i Brasilien.   Det ligger i delstaten Tocantins, i den centrala delen av landet, 800 km norr om huvudstaden Brasília.
Omgivningen kring Rio Piranhas består huvudsakligen av våtmarker. Området är mycket glesbefolkat, med 2 invånare per kvadratkilometer.